# Ханкан, Шерин
Шерин Ханкан (урождённая Энн Кристин Ханкан; род. 13 октября 1974, Орхус) — первая женщина-имам Дании (и Скандинавии); основательница возглавляемой женщинами мечети в Копенгагене. Она также является активисткой по мусульманским вопросам, включая интеграцию женщин и экстремизм, и написала множество текстов, в которых обсуждаются вопросы ислама и политики.

## Ранний период жизни
Ханкан родилась в Дании в 1974 году в семье сирийца-мусульманина и финки-христианки. Её отец был политическим беженцем и профеминистом. Ханкан училась в Дамаске и вернулась в Данию в 2000 году. Она видит себя рождённой между двумя мирами и считает своей целью примирение противоположностей.
В 1992 году она начала изучать религию в Копенгагенском университете, дополнив обучение курсами арабского языка. Несмотря на происхождение отца, арабский язык не является ей родным. В 2002 году она получила степень магистра социологии религии и философии.

## Карьера
В феврале 2016 года Ханкан основала мечеть Мариам в Копенгагене, первую в Дании мечеть, управляемую женщинами; в ней служат только женщины-имамы. Мечеть открыта для верующих мужчин и женщин, за исключением пятничных молитв, которые открыты только для верующих женщин. Ханкан стала первой женщиной-имамом в Скандинавии, когда открыла эту мечеть.
Ханкан также основала Critical Muslims, организацию, связывающую религию и политику.
В 2007 году она опубликовала книгу под названием «Ислам и примирение — общественное дело».
Ханкан отмечает, что христианские, еврейские и мусульманские институты стали патриархальными, и она считает, что мечети, управляемые женщинами, бросают вызов этой традиции. У неё была некоторая умеренная оппозиция, но в целом, по её словам, приём был благосклонным. Мечеть открылась в феврале 2016 года, а в августе того же года состоялась первая официальная служба. Ханкан призвала к молитве, и на неё собрались 60 женщин. Другая имам, Салиха Мари Феттех, приняла участие в службе, высказавшись о женщинах и исламе. В новой мечети было проведено несколько свадеб. В мечети сочетаются браком пары разных религий, что допускается не во всех мечетях.
Она баллотировалась в парламент как кандидат от Датской социал-либеральной партии.
Ханкан была названа одной из 100 женщин BBC 2016 года.

## Споры
Датский имам Абдул Вахид Педерсен в дебатах 2002 года заявил, что побивание камнями в качестве наказания за прелюбодеяние, хотя и является ужасной формой наказания, было предписано Богом, что само по себе не может быть оспорено людьми. Его заявление заставило других датских мусульман, таких как Шерин Ханкан, публично не согласиться, утверждая, что можно одновременно быть ортодоксальным мусульманином и возражать против побивания камнями.

## Личная жизнь
У Ханкан две дочери и два сына. Она разведена.